# 九
九 (9) est un kanji composé de 2 traits et fondé sur 乙. Il fait partie des kyōiku kanji de 1re année.
Son Unicode est 4E5D.
Il se lit キュウ (kyuu) ou ク (ku) en lecture on et ここの.つ (kokonotsu) en lecture kun.

## Utilisation
Ce kanji est souvent utilisé comme un chiffre (voir 
一,
二,
三,
四,
五,
六,
七,
八,
九,
十,
百,
千,
万), il sert à compter en japonais.
Il est utilisé aussi dans les noms de mois en japonais avec le kanji 月 (à consulter pour plus d'informations).